# 费利西泰岛
费利西泰岛（Felicite Island），是塞舌尔的一个小岛，位于拉迪格岛以东4公里，全岛面积2.68平方公里，岛上建有度假村，可容纳20名游客。
费利西泰岛是拉迪格岛的卫星岛之一，岛上密布着热带雨林，1970年代以前全岛为一个椰子种植园，之后改建为度假村。

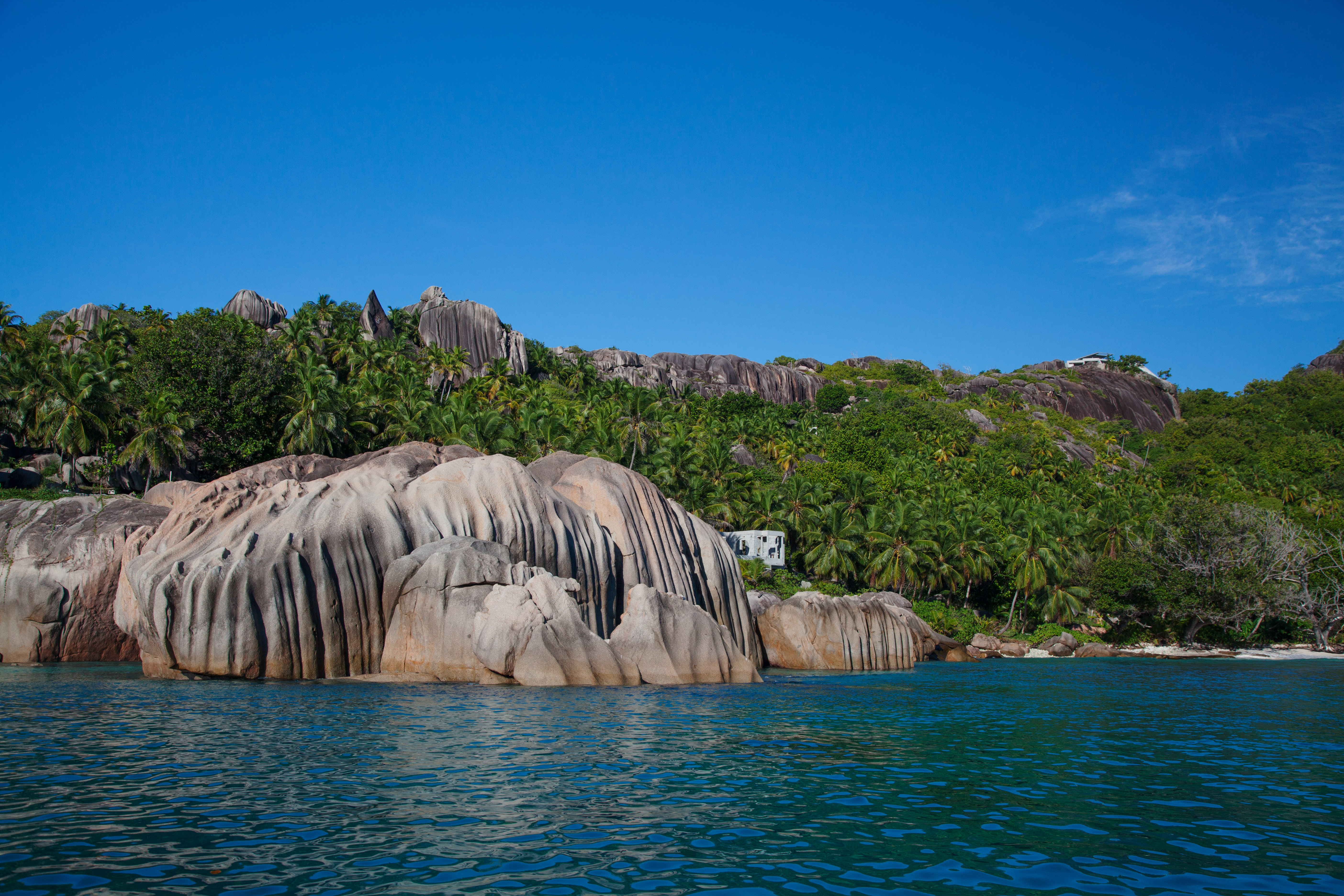